# Pinoyscincus mindanensis
Pinoyscincus mindanensis — вид сцинкоподібних ящірок родини сцинкових (Scincidae). Ендемік Філіппін.

## Опис
Довжина сцинка Pinoyscincus mindanensis (без врахування хвоста) становить 5 см.

## Поширення і екологія
Pinoyscincus mindanensis широко поширені на островах Бохоль і Лейте, на сході острова Мінданао, та, можливо, на острові Самар. Вони живуть у вологих тропічних лісах, в чагарниковому підліску, серед повалекних дерев і опалого листя. Зустрічаються на висоті від 500 до 1500 м над рівнем моря.